# Hummer Thermidor

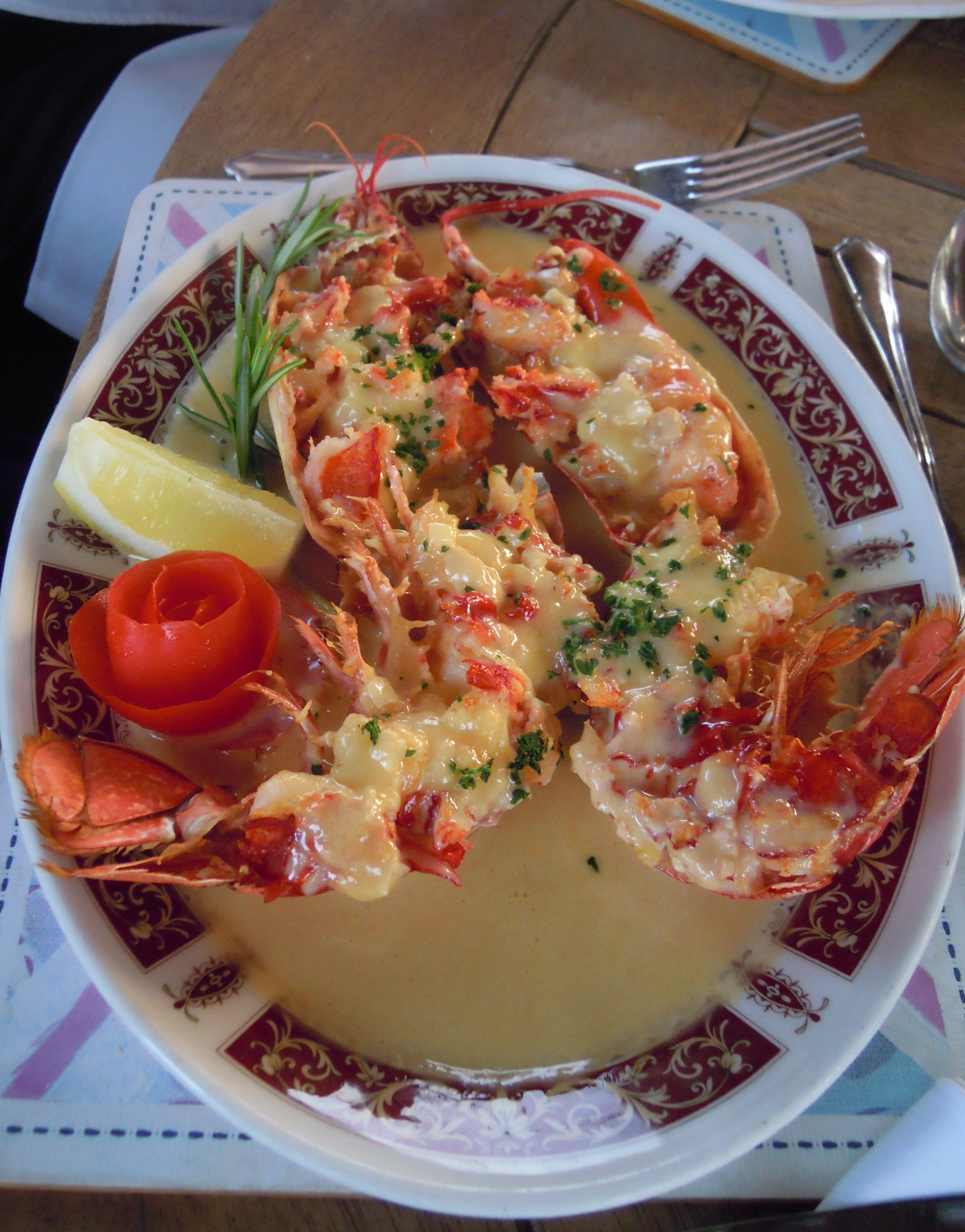
Hummer Thermidor

Hummer Thermidor (auch: Hummer nach Thermidor) ist ein Gericht für Fleisch vom Hummer in einer Soße, das in seine Schale gefüllt und gratiniert wird.

## Zubereitungsarten
Das Fleisch wird der Schale entnommen und in einer Senf-Rahmsoße gegart. Zusätzlich kann Rogen und Leber hinzugefügt werden. Anschließend wird die Masse in die leeren Schalen gefüllt und mit Parmesan überbacken.
Eine andere Methode ist das Grillen. Der Hummer wird der Länge nach geteilt, die Hälften geröstet, das Schwanzfleisch herausgenommen und klein geschnitten. In die Schalenhälften füllt man etwas Senf-Rahmsoße, gibt das Fleisch wieder zurück in die Schalen, begießt sie mit der gleichen Soße und gratiniert das Gericht, alternativ bestreut mit geriebenem (Parmesan-)Käse.

## Namensherkunft
Es ist unklar, wo der Name herrührt. Die vorherrschende Meinung ist, dass es im Pariser Restaurant Maire zu Ehren des Theaterstücks Thermidor des französischen Dramatikers Victorien Sardou (1831–1908) erfunden wurde. Vielleicht wurde es auch nach dem elften Monat Thermidor des während der Französischen Revolution verwendeten Kalenders benannt. Andere würdigen den französischen Koch Léopold Mourier (1862–1923), der Homard Thermidor kreierte, und der dann von seinen Nachfolgern perfektioniert worden sein soll.